# Wilton Center (Illinois)
Pour les articles homonymes, voir Wilton et Center.
À ne pas confondre avec la CDP de Wilton Center (en), dans le Connecticut.
Wilton Center est communauté incorporée du comté de Will dans l'Illinois.

## Géographie
Wilton Center est situé dans le Township de Wilton, dans le comté de Will. La localité se situe dans une plaine à 16 km au nord-est de Wilmington, à 8 km au sud de Manhattan et à 13 km à l'ouest de Peotone. 
L'U.S. Route 52 passe à travers la communauté dont les autres voies principales sont Cedar Road, Peotone-Wilmington Road et Elevator Road. D'autres voies qui y passent incluent Arsenal Road et Quigley Road. La moitié de sa superficie est couverte par une réserve forestière contrôlée par le comté. On y retrouve une église qui dessert la communauté sur la route 52.

## Démographie
En date du recensement des États-Unis de 2000, la population était de 150 habitants.

## Éducation
Wilton Center fait partie de la commission scolaire Peotone School District 207-U. Après la complétion de l'année scolaire 2013-2014, le conseil d'administration de la commission a décidé de fermer l'école primaire de Wilton par un vote 4 contre 3.

## Personnes notables
- Richard J. Barr (en) (1865-1951), sénateur de l'Illinois de 1902 à 1950[2].